# فريدريك كوفين
فريدريك كوفين (بالإنجليزية: Frederick Coffin)‏ مواليد 16 يناير 1943 في ديترويت - الوفاة 31 يوليو 2003 في لوس أنجلوس، هو ممثل أمريكي بدأ مسيرته الفنية سنة 1973. امتدت مسيرته الفنية لأكثر من 30 عاما. درس في جامعة ميشيغان.

## الأعمال

### مسلسلات
- ريانز هوب
- ذا إدج أوف نايت
- ريمنغتون ستيل
- قصص مدهشة
- دالاس
- هانتر
- الملفات الغامضة
- جوال تكساس ووكر
- أيام حياتنا
- المقاطعة
- مغامرات جاكي شان

## روابط خارجية
- فريدريك كوفين على موقع IMDb (الإنجليزية)
- فريدريك كوفين على موقع قاعدة بيانات برودواي على الإنترنت (الإنجليزية)
- فريدريك كوفين على موقع قاعدة بيانات الفيلم (الإنجليزية)